# Wilfried Böse
Ernst Wilfried „Boni“ Böse (* 7. Februar 1949 in Stuttgart; † 4. Juli 1976 in Entebbe, Uganda) war ein deutscher Terrorist. Er war Mitgründer der Revolutionären Zellen. 1976 wurde er im ugandischen Entebbe von israelischen Spezialeinheiten bei der gewaltsamen Beendigung einer Geiselnahme erschossen.

## Leben
Böse wuchs in Bamberg auf. Dort ging er in die Kunigundenschule, die Oberrealschule (heute Clavius-Gymnasium) und ab 1966 auf das Dientzenhofer-Gymnasium. Die letzten anderthalb Jahre bis zum Abitur 1968 besuchte er das Ansbacher Platen-Gymnasium. Er studierte ab dem Wintersemester 1968 zunächst in Freiburg im Breisgau, dann ab dem Sommersemester 1969 in Frankfurt am Main Politologie, Psychologie und Soziologie, brach das Studium aber ab, um den Vertrieb des Verlags Roter Stern zu übernehmen.
Um 1970 engagierte sich Böse in der Frankfurter Sektion der politischen Gruppierung „Föderation Neue Linke“, unter anderen gemeinsam mit Micha Brumlik und Johannes Weinrich. Er übernahm dort die Rolle des Kassenwarts.
Vor 1972 soll Böse laut Linksterrorismus-Forscher Wolfgang Kraushaar unter dem Decknamen „der kleine Dicke“ für die Rote Armee Fraktion (RAF) gearbeitet haben. Kraushaar sprach 2018 gegenüber der Jerusalem Post von ihm vorliegenden „ernstzunehmenden Informationen,“ dass Böse auch die Terroristen des Schwarzen Septembers vor dem Münchner Olympia-Attentat unterstützt habe.
Im Sommer 1972 gründete Böse gemeinsam mit weiteren Personen aus der gewaltbereiten linksextremen Szene, u. a. Weinrich, in Frankfurt die terroristische Gruppe „Revolutionäre Zellen“ (RZ). Er entwickelte die neue Gruppe in Abgrenzung zu RAF und „Bewegung 2. Juni“ mit dem Ziel, durch dezentrale Organisation kaum miteinander verbundener Kleingruppen die Entdeckung durch die Strafverfolgungsbehörden maximal zu erschweren. Als sich die RZ später in einen sozialrevolutionären und einen internationalistischen Flügel aufspaltete, gehörte Böse gemeinsam mit Weinrich, Hans-Joachim Klein, Magdalena Kopp, Brigitte Kuhlmann und anderen zu den maßgeblichen international aktiven Terroristen. Böse besuchte mit seinen RZ-Mitkämpfern zur Guerillaausbildung ein geheimes Trainingslager im Südjemen und nutzte den Kampfnamen „Mahmud“. Im September 1975 tauchte er gemeinsam mit Kuhlmann unter, nachdem er zuletzt in Frankfurt gemeldet war.

### Flugzeugentführung nach Entebbe
Böse war am 27./28. Juni 1976, zusammen mit dem RZ-Mitglied Brigitte Kuhlmann sowie Angehörigen der palästinensischen Terrorgruppe PFLP von Wadi Haddad, maßgeblich an der Entführung eines Airbus A300 der Air France mit etwa 250 überwiegend jüdischen Passagieren nach Entebbe beteiligt. Ihre Forderung war die Freilassung deutscher und palästinensischer Terroristen. Böse und Kuhlmann organisierten im alten Terminalgebäude von Entebbe, in dem die Passagiere nach ihrer Ankunft festgehalten wurden, anhand der bereits im Flugzeug eingesammelten Reisepässe und Personaldokumente die Aufteilung der Geiseln in eine israelische und eine nicht-israelische Gruppe. Weitere Passagiere ohne israelischen Pass – 22 Franzosen, ein Staatenloser sowie das amerikanische Ehepaar Karfunkel, ungarisch-jüdischer Herkunft – wurden von Böse und Kuhlmann wegen ihrer vermeintlich jüdischen Namen oder anderer Indizien als Juden identifiziert und ebenfalls „selektiert“.
Bei den Betroffenen löste diese Aktion starke Assoziationen an die von Deutschen organisierten „Selektionen“ in den Vernichtungslagern der NS-Herrschaft aus. Als ein Holocaustüberlebender Böse seine eintätowierte Häftlingsnummer zeigte und ihm auf Deutsch vorwarf, die neue Generation der Deutschen sei offenbar nicht anders als die, die er im Holocaust erlebt hatte, erwiderte Böse ihm, er sei in Westdeutschland zum Guerillakämpfer geworden, weil das herrschende System Altnazis in seinen Dienst aufgenommen habe, und nun sei sein Ziel, den unterdrückten Palästinensern zu helfen.
Bei der Erstürmung des Flughafengebäudes durch eine israelische Sondereinheit während der Operation Entebbe am 4. Juli 1976 wurden Wilfried Böse, Brigitte Kuhlmann und die anderen Entführer erschossen. Er wurde in Uganda im Rahmen eines Staatsbegräbnisses auf einem Militärfriedhof beerdigt.
Der Israeli Ilan Hartuv und der Franzose Sylver Ayache, die beide in Entebbe als Geiseln festgehalten worden waren, berichteten 2010 und 2011 jeweils in Interviews übereinstimmend, dass ihnen als bemerkenswert aufgefallen sei, dass Böse im Moment des Angriffs der israelischen Truppen bewusst auf die einfache Möglichkeit verzichtet habe, Geiseln zu ermorden. Laut Hartuv sagte er einigen Geiseln, sie sollten in den Waschräumen Schutz suchen; danach habe er auf die israelischen Soldaten geschossen. Der britische Historiker Saul David wertete dieses „Zeichen der Menschlichkeit“ als einen wesentlichen Faktor für den erfolgreichen Ausgang der militärischen Befreiungsaktion.

## Verfilmungen
Die Entführung wurde mehrfach verfilmt, wobei Böse jeweils von den folgenden Schauspielern dargestellt wurde:
- 1976 von Helmut Berger in Unternehmen Entebbe
- ebenfalls 1976 von Horst Buchholz in ...die keine Gnade kennen
- 1977 von Klaus Kinski in Operation Thunderbolt
- 2010 von Aljoscha Stadelmann in Carlos – Der Schakal
- 2018 von Daniel Brühl in 7 Tage in Entebbe

## Schülerprojekt und Ausstellung
Ab 2012 erarbeiteten Schüler des von Böse besuchten Bamberger Gymnasiums im Rahmen eines zeitgeschichtlichen Projekts eine Dokumentation seines Werdegangs vom Schüler zum Terroristen. Die als Ergebnis entstandene Ausstellung wurde 2013 außer im Stadtarchiv Bamberg auch in der Staatlichen Bibliothek Ansbach gezeigt.